# Liste der Kulturdenkmäler in Brodenbach
In der Liste der Kulturdenkmäler in Brodenbach sind alle Kulturdenkmäler der rheinland-pfälzischen Ortsgemeinde Brodenbach einschließlich des Ortsteils Ehrenburgertal aufgeführt. Im Ortsteil Kröpplingen sind keine Kulturdenkmäler ausgewiesen. Grundlage ist die Denkmalliste des Landes Rheinland-Pfalz (Stand: 27. Oktober 2023).

## Denkmalzonen
| Bezeichnung                    | Lage                                      | Baujahr | Beschreibung | Bild                           |
| ------------------------------ | ----------------------------------------- | ------- | --- | ------------------------------ |
| Denkmalzone Jüdischer Friedhof | Ehrenburgertal, bei Nr. 31 Lage           | 1809    | Anfang des 19. Jahrhunderts als jüdisches Eigentum erwähnt, Grundstück vermutlich aus dem ab 1801 verstaatlichten, vormaligen Ehrenburgischen Besitz; 49 Grabstelen ab 1888, zwei Grabstellen ohne Stelen, frühes 19. Jahrhundert                 | Fotos hochladen                |
| Denkmalzone Ehrenburg          | Ehrenburgertal, südöstlich des Ortes Lage | um 1160 | Ausläuferburg; Bergfried und Reste eines mehrfach veränderten Wohntrakts mit Fischgrätmauerwerk, um 1160, gotischer Doppelturm, Anfang des 14. Jahrhunderts, sogenannter Rampenturm angeblich von 1495, 1689 gesprengt; Gesamtanlage mit Burgberg | weitere Bilder Fotos hochladen |

## Einzeldenkmäler
| Bezeichnung                           | Lage                                                                  | Baujahr         | Beschreibung | Bild                           |
| ------------------------------------- | --------------------------------------------------------------------- | --------------- | --- | ------------------------------ |
| Wohnhaus                              | Brodenbach, Moselufer 2 Lage                                          | 18. Jahrhundert | Zweiflügelanlage; Putzbau, teilweise Walmdach, teilweise Fachwerk, 18. Jahrhundert, Gartenpavillon; Gesamtanlage                                | Fotos hochladen                |
| Katholische Kirche St. Johann Nepomuk | Brodenbach, Rhein-Mosel-Straße 8 Lage                                 | 1732            | Saalbau, bezeichnet 1732, profaniert 1984, ab 1993 Gemeindesaal; neuromanischer Westturm von 1892                                               | weitere Bilder Fotos hochladen |
| Wegekreuz                             | Brodenbach, Rhein-Mosel-Straße, bei Nr. 9 Lage                        | 1446            | Votivkreuz, heller Sandstein, bezeichnet 1446                                                                                                   | Fotos hochladen                |
| Hotel Zur Post                        | Brodenbach, Rhein-Mosel-Straße 21 Lage                                | 1753            | ehemals Haus von Cloth; Mansarddachbau, bezeichnet 1753                                                                                         | Fotos hochladen                |
| Wohnhaus                              | Brodenbach, Rhein-Mosel-Straße 41 Lage                                | 1910/20         | Putzbau, teilweise Fachwerk, moselländischer Stil, 1910/20, bis Mitte 20. Jh. Gasthaus und Metzgerei                                            | Fotos hochladen                |
| Kriegerdenkmal und Aussichtsturm      | Brodenbach, südwestlich des Ortes auf einem Sporn des Jahrsbergs Lage | 1920er Jahre    | unverputzter Bruchsteinbau, Basaltstele mit Namen beider Weltkriegsopfer, Kriegerfigur ohne Waffen aus Sandstein, Expressionismus, 1920er Jahre | Fotos hochladen                |
| Wohnhaus                              | Ehrenburgertal 8 Lage                                                 | 19. Jahrhundert | Fachwerkhaus, 19. Jahrhundert | Fotos hochladen                |
| Rosenkranzkapelle                     | Ehrenburgertal, neben Nr. 21 Lage                                     | 18. Jahrhundert | Bruchsteinsaalbau, Fachwerkgiebel, wohl aus dem 18. Jahrhundert                                                                                 | Fotos hochladen                |
| Wohnhaus                              | Ehrenburgertal 23 Lage                                                | 19. Jahrhundert | Fachwerkhaus, teilweise massiv, 19. Jahrhundert                                                                                                 | Fotos hochladen                |